# クワズイモ属
クワズイモ属 Alocasia は、サトイモ科の植物の1群。サトイモ属に似た植物で、有毒ではあるが、食用とされるものもある。また、観葉植物として栽培されているものの多くある。

## 特徴
多年生の草本。大部分は常緑性だが、一部に休眠期間を持つ例がある。茎は地下で球形の芋を作るか、または地表で棒状に伸びる。長い葉柄があって、その基部は鞘状になる。葉身は若い時には盾状で、成熟すると矢じり状となり、縁は滑らかか、羽状に裂け、時に完全に羽状に裂ける。大きさは数cmの小さなものから、2mを越える A. robsta のような例もある。
花は葉腋から生じる肉穂花序。それを包む仏炎苞は、その基部は長楕円形の筒状で花序を包み、先端の方は開いてボート状の舷部を形成し、この部分は花後には鞘部を残して脱落する。花序は円柱形で、その長さは苞より多少短い。その表面には花が一面につき、すべて単性花である。その配置は一番基部に多数の雌花、次に仮雄蕊、その次に多数の雄花があり、そこから上は先端まで仮雄蕊が続く。テンナンショウ属などでは花序の先端に花の着かない付属体という部分があるが、本属にはない。ただし、先端の仮雄蕊のみを持つ不稔の部分を付属体と見なす考えがある。雄花には雄蕊が3-8本あり、それらは互いに合着する。雌花には雌蕊が1つだけあり、子房は1室。数個の胚珠を含む。果実は液果で、普通は赤く熟する。

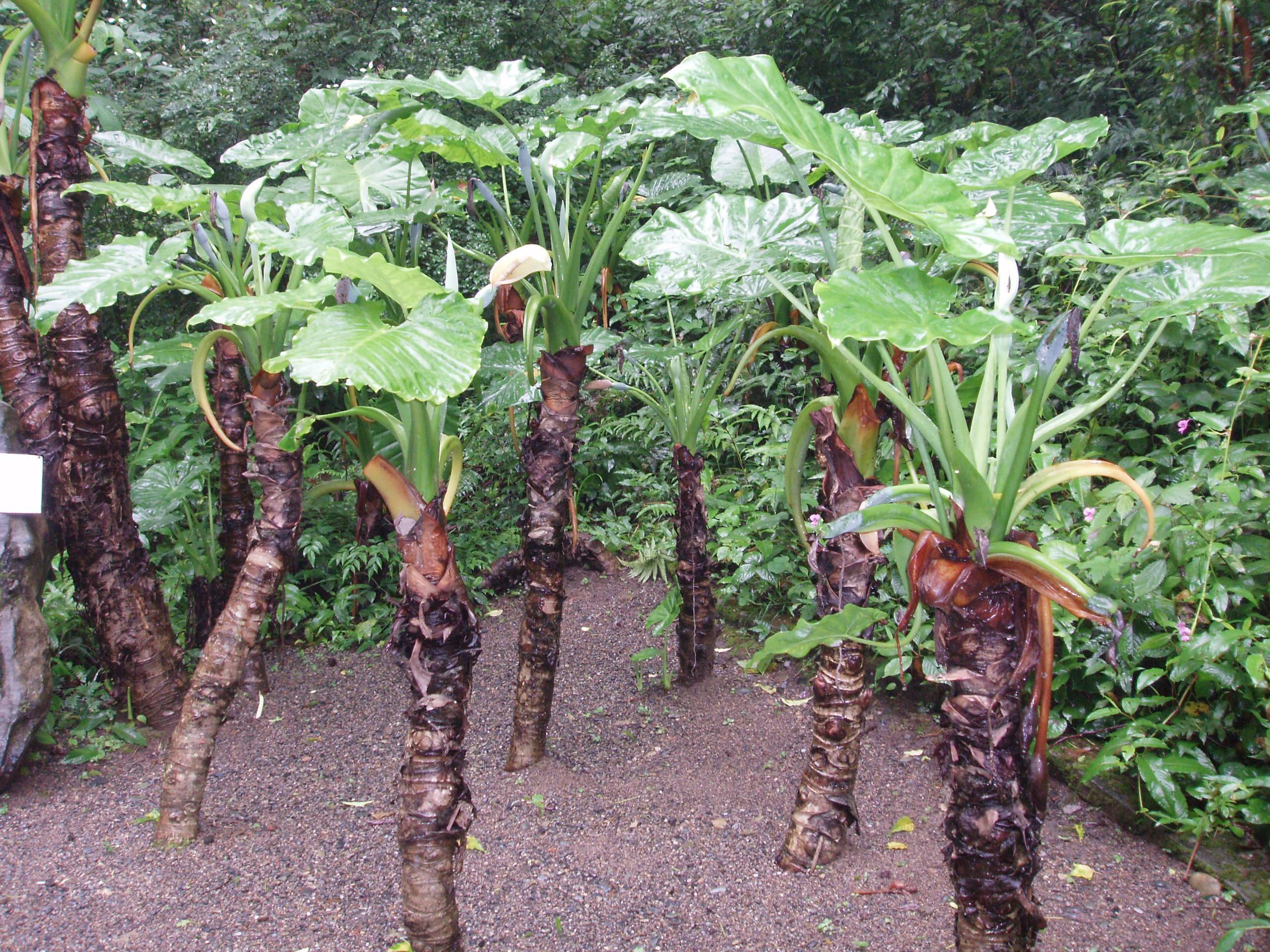
茎と葉（インドクワズイモ）
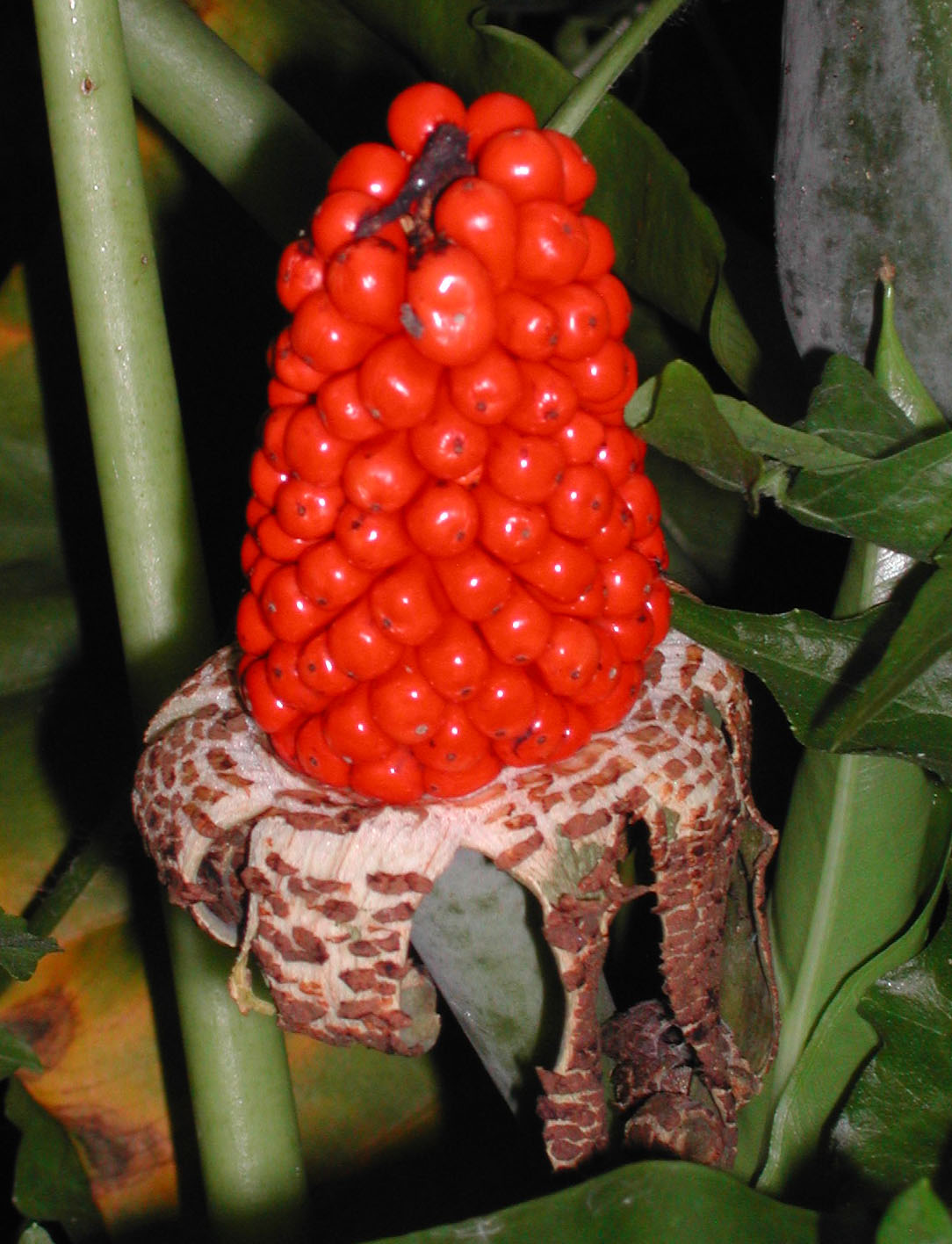
果実（クワズイモ）

## 分布と種
熱帯アジアを中心に分布があり、約60種が知られる。その範囲は西はスリランカ、北は日本、南はオーストラリアの熱帯から亜熱帯域にまで達するが、多くの種が生育するのはボルネオ島からニューギニアにかけての地域である。小型の種は多雨林の林床に多く、大きくなる種は二次林や沼地、道路脇などにも進出する。石灰岩地域のように特殊な条件に威生育する種も知られている。本属の典型的な生息地は湿潤な低地の森林であり、標高1000ｍ以上の地域や明るい環境、二次林などに進出する種はごく一部に限られる。
日本にはクワズイモが四国南部以南に分布するのを含め、以下の3種が自生している。ただし後述のように2種については古い時代に持ち込まれたものとの推定もある。
- Alocasia　クワズイモ属
  - Alocasia atropurpurea　ヤエヤマクワズイモ：西表島
  - Alocasia cucullata　シマクワズイモ：奄美以南の琉球列島・小笠原
  - Alocasia odora　クワズイモ：四国南部、九州南部以南

## 分類
もっともよく似ているのはサトイモ属 Colocasia である。形態的にはほぼ共通しており、違いとしては、本属では雌花の子房において、内部に含まれる胚珠が少数であり、子房の底部に着くのに対して、サトイモ属では胚珠が多数あり、子房の壁に付く。また、サトイモ属では葉柄が葉身に対して盾状に着く例が多いのに対し、本属ではより縁に付く形が多い。また、サトイモ属では花序の雌花のある部分に不稔の花が混在するが、本属ではそのようなことはない。
この2属は何度も混同されたことがあり、それらが互いに近縁であることは疑うことのない判断とされてきた。上記のように子房内の胚珠の状態において区別されるのだが、これは野外で同定する上では使いがたい特徴ではある。果実に関しては本属のものが鳥による種子散布に適応を示し、それに対してサトイモ属の場合、色はさほど派手でなく、よい香りがして、種子は数多くあって粘液に混じっているなど、これらはほ乳類による種子散布への適応の典型である。分子系統的な検討では、核DNAについても葉緑体のそれについても本属とサトイモ属が近縁であることは支持されている。

## 利害
野生種は有毒成分を含むので、毒草であるが、改良され、食用となっている種もある。また観賞用に栽培されるものも多い。

### 毒草として
クワズイモの毒性分はシュウ酸カルシウムで、植物体の中では針状の結晶となっている。現代日本でも、この種を含め、栽培されているものの根茎を調理し、食べて中毒を起こした例は複数報告されている。平成25年に東京で起きた事例では試しに食べたものが焼けるような舌の痛みと舌の痺れ等の症状を現した。

### 食用

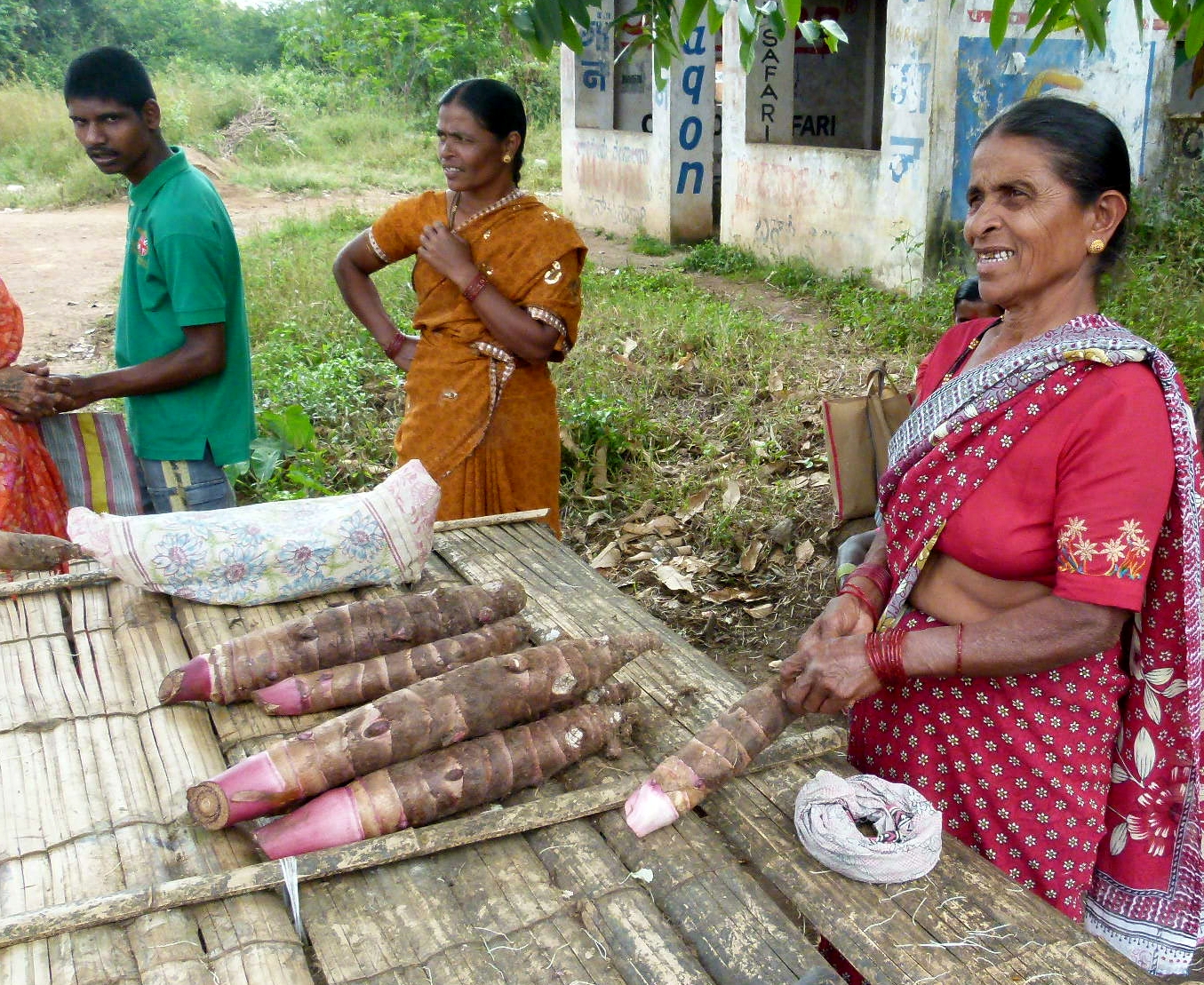
販売されているインドクワズイモの塊茎（インド）

同じ科のサトイモ属はその根茎、つまり芋を食用とすることでよく知られるが、本属にも食用とされているものがある。インドクワズイモ A. macrorrhiza は地上茎がデンプンを蓄え、食用に利用出来るが、サトイモよりは質が悪い。トンガ諸島では現在も食用として利用されている。この種はインドから太平洋諸島に広く分布しているが、これはかつては食用として広く栽培されていたものが、他の芋より味がよくないために放棄されたものを元にしていると考えられている。また、クワズイモ A. odora やシマクワズイモ A. cucullata も同様にして分布を広めたと考えられる。シマクワズイモはインドで食用とされる例がある。ちなみに、これらのかつて食用とされたらしいクワズイモの分布域はヤマノイモ類のダイジョ Discorea alata の栽培圏とほぼ重なる。また、一見はサトイモ属に見えるものでも、ネパールにはサトイモそっくりでありながら葉緑体のDNAがインドクワズイモのものとほぼ等しいものが発見されている。またマレーシアのハスイモは、日本のものより遙かに大きくなり、やはり葉緑体DNAはインドクワズイモのものと非常に近かった。これらはインドクワズイモを母方とする雑種に由来するものと考えられる。芋を中心作物とする栽培文化は熱帯アジアから東アジア、それに太平洋に広く分布するが、それは当初はダイジョとインドクワズイモ、それに親芋利用形のサトイモを中心とする形で熱帯域に広がり、その後にこれから派生したナガイモと子芋を利用する形のサトイモを中心とするものが東アジア温帯域に広がったと考えられるが、本属の複数種がこれらの発展にも深く関わっていることになる。
サトイモ類をまとめて呼ぶ名がタロイモであり、その中で最も重要なものはサトイモである。本属の食用種もこの定義からすればタロイモとして扱える。ただし、この呼称はポリネシアにおけるこの類の名であるタロに由来し、英語でこれらをそう呼ぶことに成り、それが日本に持ち込まれたものである。その発祥の地では本属のものはタロとは呼ばないことが多いという。インドクワズイモの英名は giant taro であり、シマクワズイモは Chinese taro である。

### 観賞用
日本にも産するクワズイモも観葉植物として栽培されることがある。ただし、鑑賞的には大きな緑の葉であるだけで、それ以上の価値は認められない。熱帯域の小型種には、葉に模様があったり、金属光沢を持っていたりと、より鑑賞価値の高いものが多く知られ、それらは総じて学名カナ読みでアローカシアと総称される。例えばボルネオ産の A. lowii は和名をナガバクワズイモと呼び、矢じり形の葉は深緑で、主脈と側脈が斑入り状に白くなっており、裏面は赤紫を帯び、とても美しい。この種は1863年にイギリスの導入され、この属の観葉植物の代表格とされる。A. sanderiana はこの種に似て、葉の縁が波状に切れ込む。アマゾニカ A. ×amazonicaもよく知られた品種で、この種とA. lowii の交配種であるとされる。フィリピン・ボルネオ産の A. cuprea も青銅色の光沢のある葉に、脈が肋骨状に浮き出て見え、評価が高い。インドクワズイモには斑入り種が知られる。これらの種の多くは森林性で、強い光が無くても生育するため、室内栽培が可能だが、他方で多くの湿度を要求するものが多く、その点では問題を抱える。

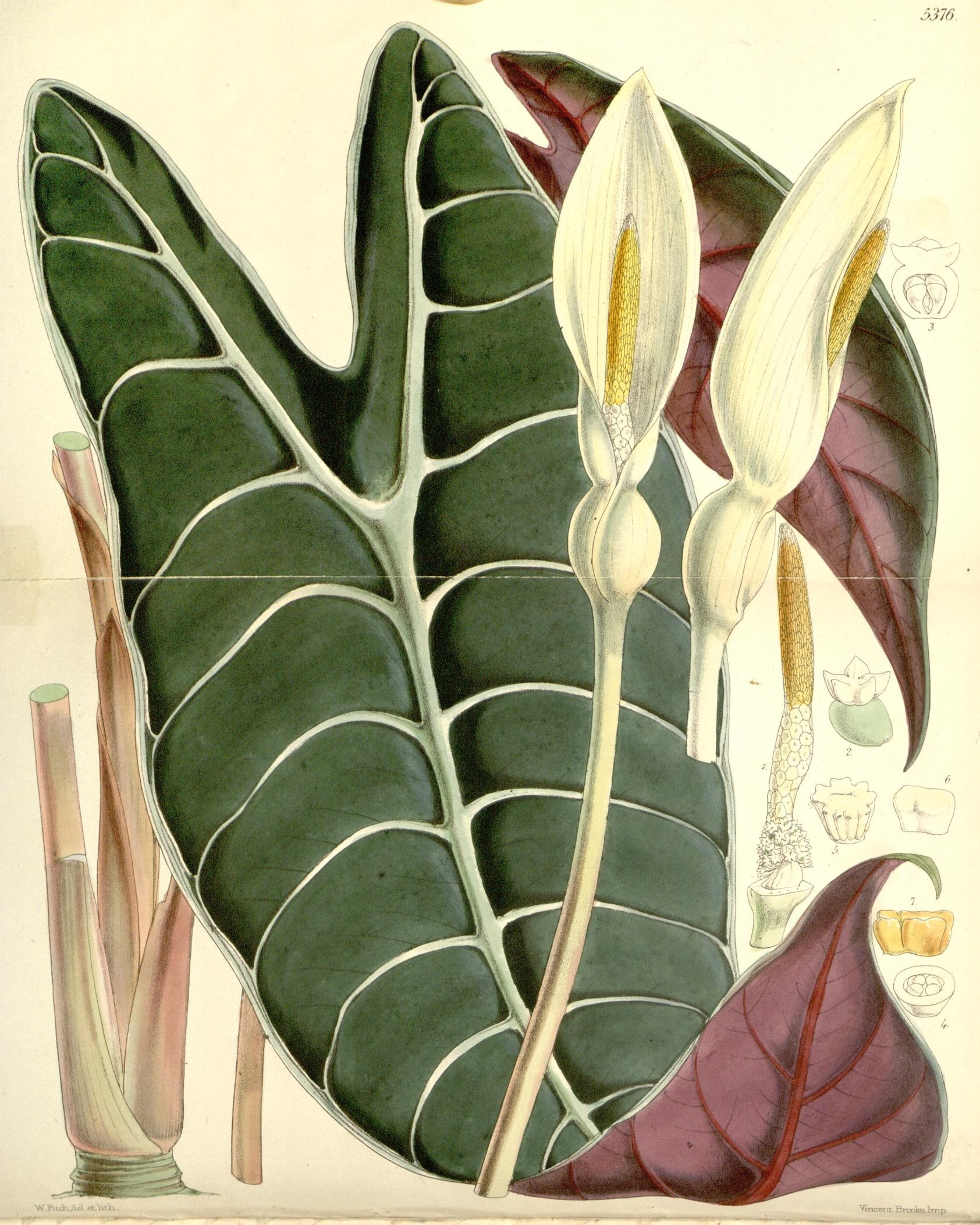
A. lowii
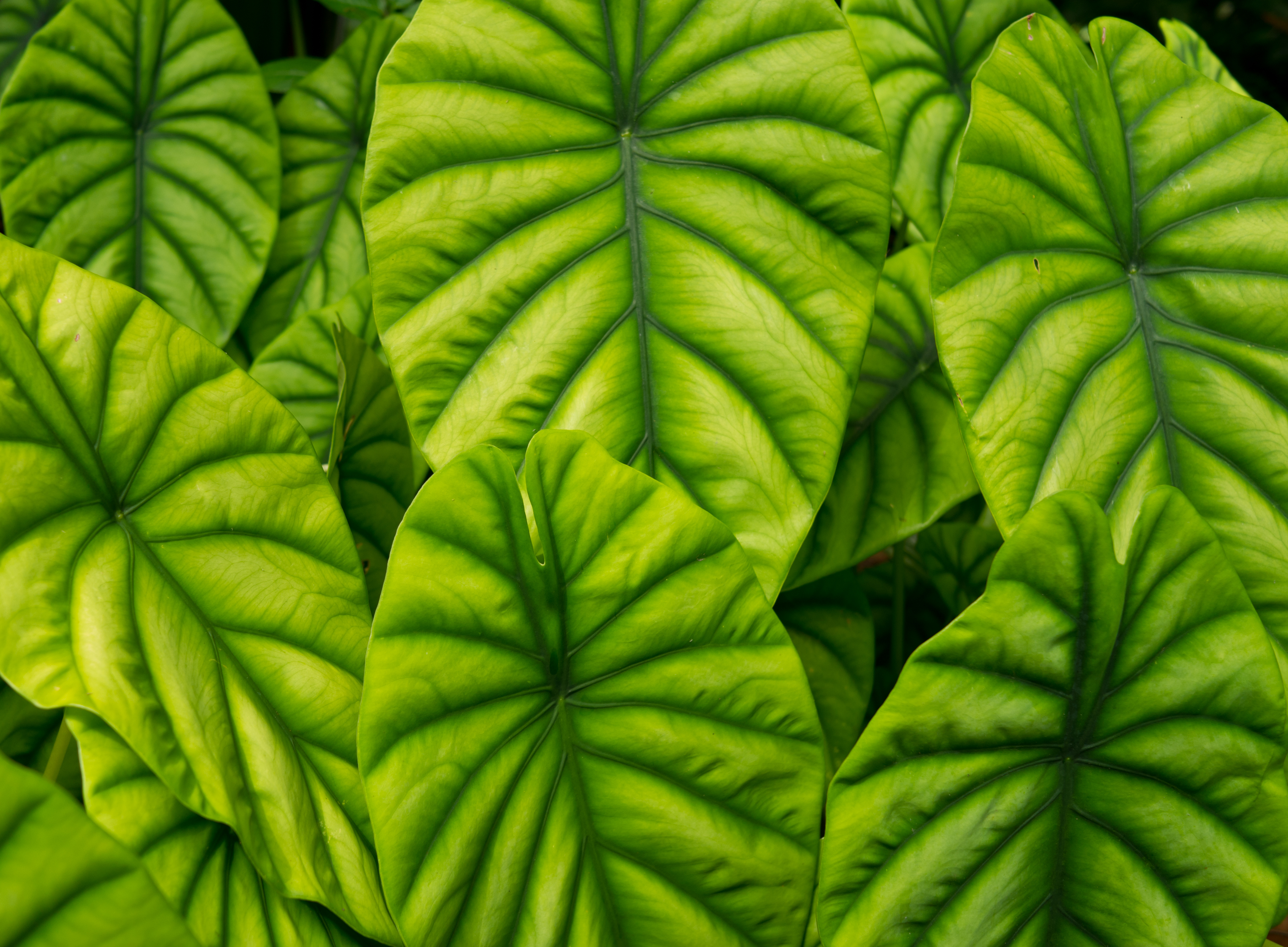
A. cuprea
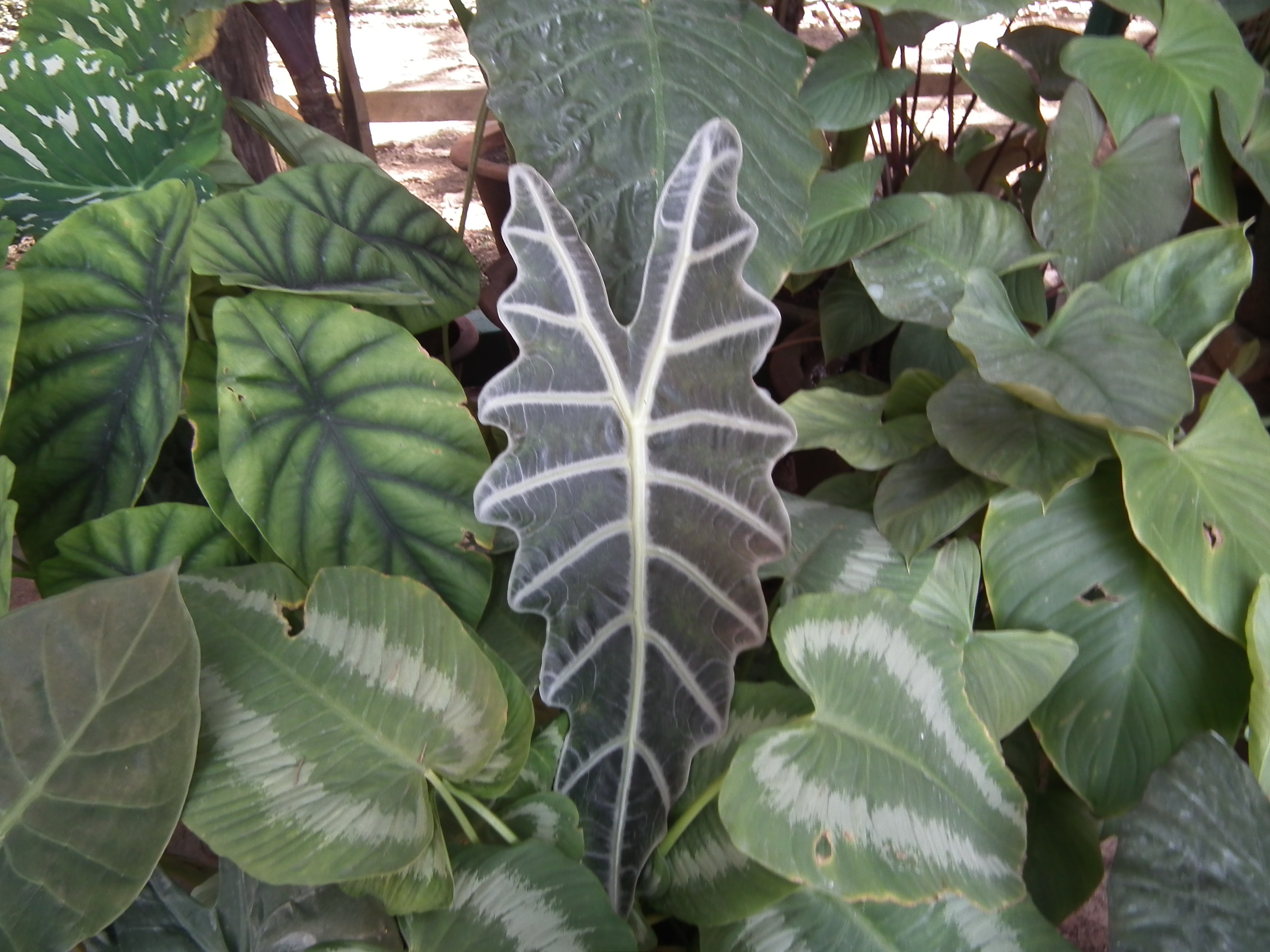
複数種の寄せ植え
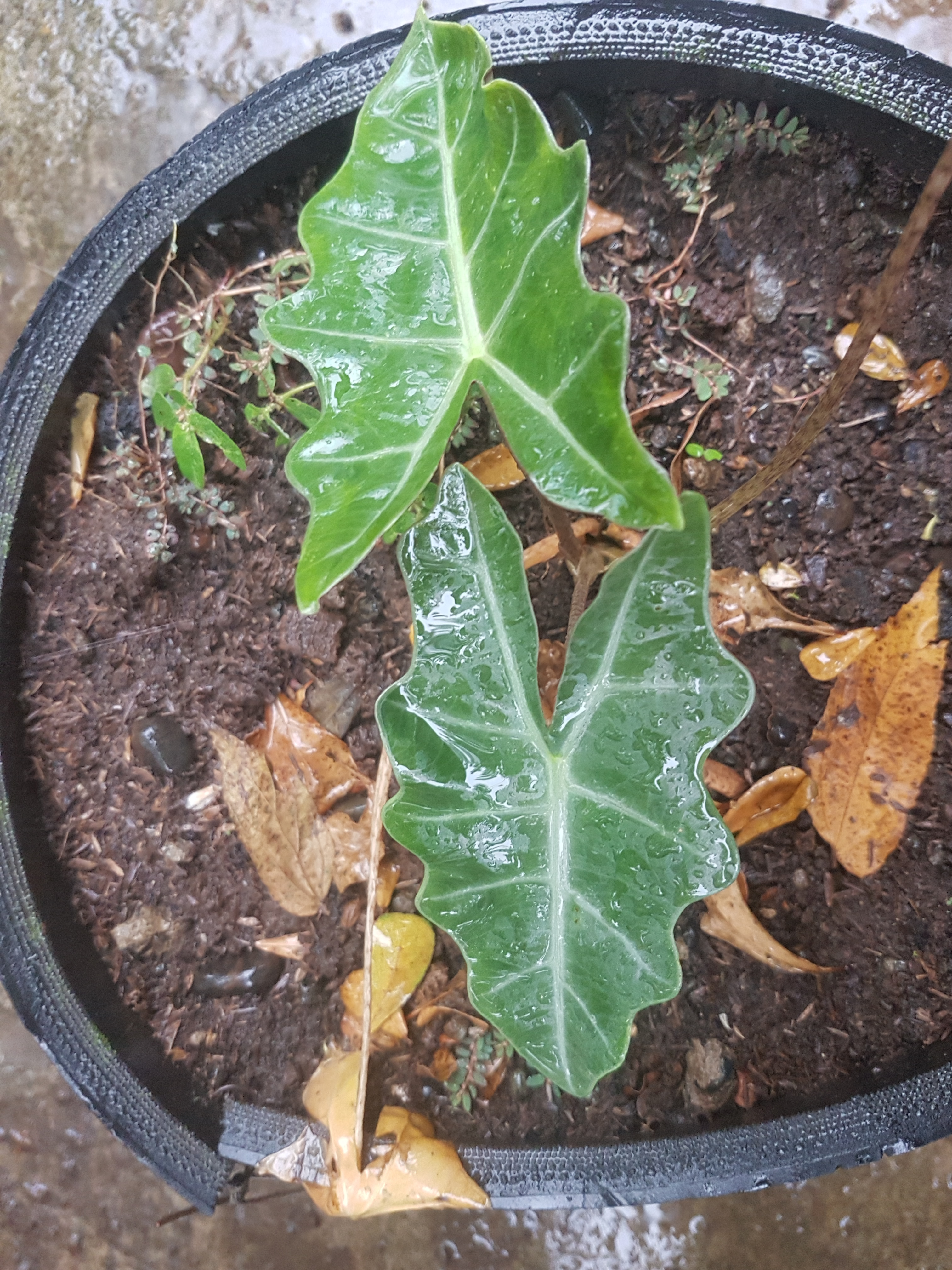
A. sanderiana